# Salfit
Salfit, també Salfeet (àrab: سلفيت, Salfīt), és un municipi palestí. capital de la governació de Salfit, a Cisjordània, a uns 570 metres d'alçada i adjacent a l'assentament israelià d'Ariel. Segons l'Oficina Central Palestina d'Estadístiques tenia 8.796 habitants el 2007. Ha estat administrat per l'Autoritat Nacional Palestina des de l'Acord Provisional de 1995 sobre Cisjordània i la Franja de Gaza, en una àrea que ha estat classificada com a Zona B, i ha servit com a seu administrativa de la governació de Salfit des de llavors.

## Etimologia
Segons la Cambra de Comerç de Salfit, el nom del municipi és d'origen cananeu i significa «cistella de raïms» (sal voldria dir «cistella» i fit, «raïm»). Palmer en 1881 va suggerir que el nom possiblement volia dir «sembrat anivellat».

## Història
S'hi ha trobat ceràmica de l'Edat de Ferro, persa, hel·lenística i romana, però no hi ha tests de l'època romana d'Orient.
Segons Ronnie Ellenblum, Salfit va ser re-establida durant el primer període musulmà (segles VII-XI) i va continuar existint durant l'època droada. En els segles xii i xiii fou habitada per musulmans. S'hi ha trobat restes de ceràmica croada, aiúbida i mameluc.

### Època otomana
Salfit va ser incorporada a l'Imperi Otomà en 1517 amb la totalitat de Palestina, i s'hi ha trobat ceràmica del primer període otomà. En 1596 la vila apareix als registres fiscals otomans sota el nom de Salfit al-Basal com a part de la nàhiya o subdistricte de Jabal Qubal, al liwà o districte de Nablus. Tenia una població de 118 llars i 2 solters, tots musulmans. Llurs residents pagaven impostos sobre el blat, l'ordi, els cultius d'estiu, olives, cabres i/o ruscs.
Durant aquest període, va servir com a enllaç dels pobles de la zona, i va ser un dels molts grans pobles comercials en l'àrea en que feia un rol mitjancer entre el centre administratiu de Nablus i els pobles més petits. En 1882 el Survey of Western Palestine del Fons per a l'Exploració de Palestina va descriure Salfit com «una vila gran, en un terreny elevat envoltada d'oliveres, i una bassa a l'est. Aparentment és un lloc antic amb tombes tallades a la roca.» També va observar que hi havia dos corrents a l'oest de la vila.
Cap el 1916 Salfit era una de les dues viles més importants al Districte de Nablus productores d'oli d'oliva. Aleshores hi havia tensions entre els residents de la vila i els comerciants del centra administratiu de Nablus. L'escola de nois tenia uns 100 alumnes i el de noies 10. Una de les raons de les disparitats va ser l'atac de llagostes a la collita de Salfit a principis de l'any anterior, que havia destruït la collita del poble. A causa de la pobresa els familiars mantenen les seves filles a casa per tenir cura de la família.

### Època del mandat britànic
En el cens de Palestina de 1922 organitzat per les autoritats del Mandat Britànic de Palestina Salfit tenia 901 habitants, 899 musulmans i 2 cristians, que augmentaren a 1.415 en el cens de 1931, 1.412 musulmans i 3 cristians, en un total de 331 llars.
En 1945 la població era de 1.830 musulmans en una àrea total de 23,117 dúnams, segons un cens oficial de terra i població. D'aquests, 10.853 eren per plantacions i terra de rec, 3.545 per cereals, mentre que 100 dúnams eren classificats com a sòl edificat.

### Època moderna
En 1948 Salfit era el centre del Partit Comunista Palestí. Durant la dècada del 1950 esdevingué el feu més fort del moviment comunista i centre de l'activitat antijordana. Salfit va rebre l'estatut de municipi en 1955.
Pel 1989 Salfit encara era un bastió comunista. Entre el començament de l'ocupació israeliana després de la Guerra dels Sis Dies (1967) i la Primera Intifada, aixecament palestí iniciat en 1987, un nombre relativament gran de residents del municipi, uns 600 d'una població de 4,500, treballada a Israel o al proper assentament isralià d'Ariel. A Salfit hi havia la més alta proporció de població que treballava als assentaments israelians en comparació amb els altres municipis palestins, a causa de la proximitat amb els assentaments i la frontera amb Israel, on els salaris eren més alts.
Tanmateix, al començament de la Primera Intifada gairebé tots els treballadors van boicotejar llurs treballs a Israel i a l'any següent, quan molts palestins van posar fi al seu boicot, al voltant de la meitat dels treballadors de Salfit es va negar a tornar als seus treballs. En conseqüència, segons historiador Glenn E. Robinson, entre 1987-1989, es va produir una virtual "Revolució Verda" com a resultat de l'entusiasme generat pel "moviment de retorna a les terres i l'augment de treballadors addicionals. Mentre que abans de l'aixecament els residents de Salfit adquirien la major part de la seva producció a la zona de Nabulus i Israel, durant la revolta de la ciutat esdevingué autosuficient en tomàquets, que no s'havien conreat anteriorment, i cogombres. Altres productes agrícoles com patates, albergínies, pebrots, coliflor i mongetes eren conreades en hivernacles, i els que no eren cultivats van ser subministrats per altres agricultors palestins. A diferència d'anys anteriors, Salfit subministrava Nablus amb verdures mentre la ciutat era sota toc de queda israelià. Part d'aquest augment en l'activitat agrícola va ser el cultiu d'aproximadament 100 dúnams de terres relativament aïllades. En resposta a la iniciativa agrícola de Salfit, Israel va reduir a la meitat el subministrament d'aigua de la ciutat en 1989.
Com a resultat d'una mesura militar israeliana que va tancar totes les escoles a Cisjordània el 3 de febrer de 1988 pel propòsit declarat que servien per organitza la violència, s'hi van establir diversos "comitès d'educació popular". Aquests comitès impartien les classes en lloc de les escoles clausurades. Les famílies afiliades amb el moviment Hamàs enviaven als seus fills a les classes de la mesquita, mentre que els inclinats al comunisme i al secularisme enviaven als seus fills a un edifici del sindicat local. Les classes que s'impartien a la mesquita van ser considerades progressistes en particular a causa de la integració de gènere.
Entre els anys 1960 i finals de 1980, el creixement urbà de Salfit s'havia produït majoritàriament cap a l'est de la ciutat vella. El nucli antic encara serveix com a nucli d'activitat a Salfit i encara hi romanen les cases de pedra dels clans Zir i 'Afana.
En 1993, l'ala militar de Hamas va reivindicar haver realitzat la seva primera operació suïcida a Salfit. En 1995 l'Autoritat Nacional Palestina (PNA), que administrava el municipi, va crear el districte de Salfit que va obtenir l'estatut de governació.

## Demografia
En el cens de 1997 l'Oficina Central Palestina d'Estadístiques (PCBS) Salfit tenia 7.101 habitants. Gairebé el 13% de la població censada eren refugiats. La distribució de gèneres era del 50.6% homes i el 49.4% dones. Vora el 50% dels residents tenien menys de 24 anys, mentre que el 45% tenia entre 25-65 i el 5% més de 65. En el cens del 2007 de la PCBS Salfit tenia 8,796 habitants en 1,840 llars. Homes i dones constituïen gairebé la meitat de la població. Per edats el 48.9% tenien menys de 20, 46.6% entre 20–65 i el 4.1% més de 65. El 48% dels residents majors de 12 anys eren casats, el 3.6% eren vidus i menys de l'1% eren divorciats.

## Economia

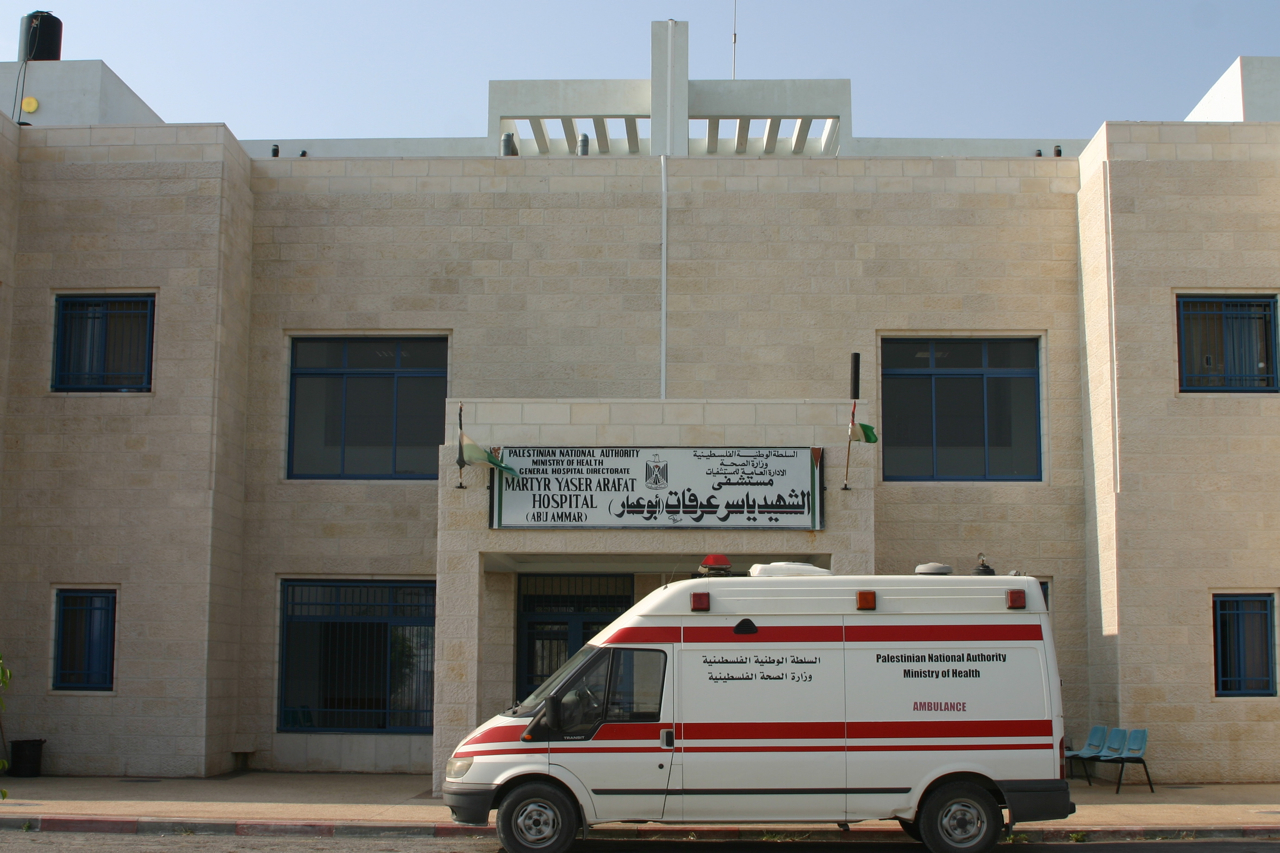
L'hospital de Salfit, 2010

Salfit és el major centre comercial i administratiu de les dotzenes de viles del voltant. Tanmateix, el camí per als palestins de les dependències del nord de Salfit ha estat acordonat per les Forces de Defensa d'Israel a causa d'una carretera de circumval·lació per a l'assentament d'Ariel que creua la carretera principal. Hi ha diverses oficines governamentals i institucions a la ciutat. Els serveis d'educació a Salfit són proporcionats per quatre escoles modernes, a més de la Universitat Oberta Al-Quds. La governació de Salfit també és una àrea ben coneguda de pedra tallada i marbre. S'ha establert una zona industrial de 200 dúnams a l'extrem est de Salfit.
La governació de Salfit és la principal productora d'oli d'oliva dels Territoris Palestins, ja que produeix 1.500 tones a l'any. Zaytoun, l'Associació de l'Olivera Palestina, és activa amb els Comitès del Sector Agrícola Palestí Palestinian (PARC) a Salfit per millorar la qualitat i les vendes de l'oli d'oliva palestí. Salfit és situada travessant la vall al sud de l'assentament israelià d'Ariel i 1/3 de la població d'Ariel, a mig camí entre Nablus i Ramal·lah.

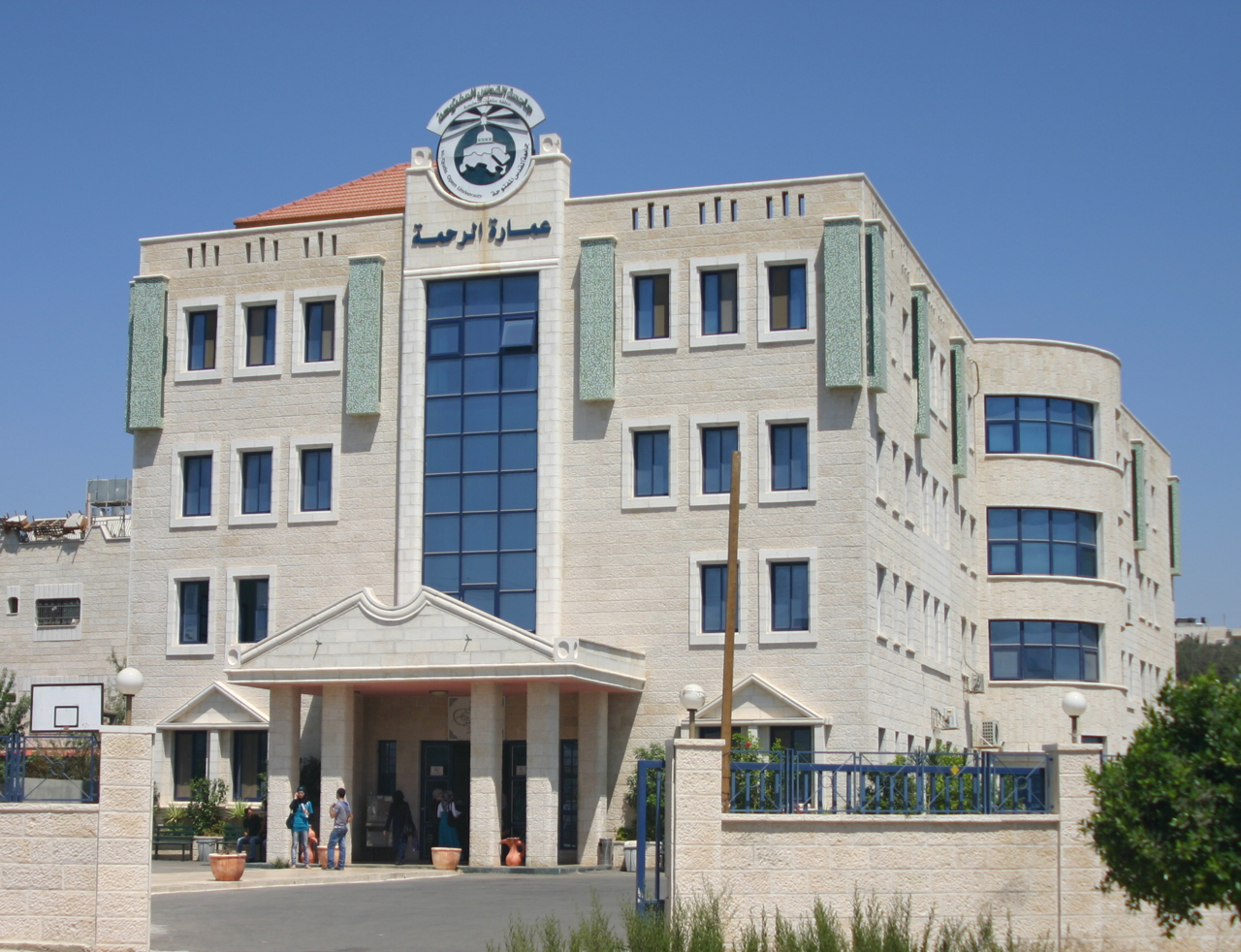
El campus de la Universitat Oberta d'al-Quds a Salfit, 2010

El 30 de maig de 2008 el Consolat General dels Estats Units a Jerusalem va presentar 700 llibres i 100 revistes per a una nova biblioteca al Centre de Lectura de Base Comunitària de Salfit, i a la cerimònia hi van estar presents el ministre de la joventut i esports palestí, Hussein Azzam, i el governador de Salfit, Nawaf Souf. El Centre Comunitari està situat al carrer al-Madares de Salfit i fou establert pel Relief International Schools Online (RISOL) en 2007.
L'hospital de Salfit Hospital fou acabat en 2006. Abans els hospitals públics més propers eren a Nablus, Tulkarem i Ramal·lah, tots a més d'una hora en cotxe.

### Planta de tractament d'aigua
Hi ha un gran nombre de fonts d'aigua a la rodalia de la ciutat, però no tenen prou capacitat degut a la creixent demanda de la ciutat. Durant els últims nou anys, el municipi ha intentat de construir una planta de tractament d'aigües residuals per servir als residents de la ciutat de Salfit. En juliol de 2007 la Casa d'Aigua i Medi Ambient de Ramal·lah ha posposat l'"Avaluació de l'impacte de la contaminació de les fonts en el medi ambient de l'aigua i la vida dels residents al nord de Cisjordània, Palestina ".
Se suposava que la planta havia s'hi havia de construir en 13 kilòmetres de terra de la Governació de Salfit. El municipi va rebre una subvenció de 22 milions d'euros del govern d'Alemanya per construir la planta i una canonada principal a la ciutat però les Forces de Defensa d'israel (FDI) van aturar la construcció de l'edifici i confiscaren tot l'equip perquè suposadament interferiria amb els propers assentaments israelians. L'equip fou retornat només 18 mesos més tard. Com a resultat, la ciutat va haver de demanar un préstec per comprar una nova parcel·la de terra 8 kilòmetres més a prop dels afores i un alters préstec de 2 milions d'euros per moure les canonades i els cables elèctrics. Encara que Israel va aprovar el nou emplaçament de la planta, el nou Mur de Cisjordània separarà Salfit de la planta d'aigües residuals.
El maig de 2006, els organismes internacionals de drets humans foren testimonis de com les aigües residuals de l'assentament d'Ariel acabaven a les valls agrícoles del nord de la ciutat, danyant l'agricultura i el medi ambient de la ciutat.
En juny de 2016 Salfit i altres viles de l'àrea es van quedar sense aigua corrent durant setmanes, quan l'empresa israeliana Mekorot va reduir la quantitat d'aigua venuda als palestins.